# Agulha no Palheiro
Agulha no Palheiro  é um filme brasileiro de 1953, escrito e dirigido por Alex Viany e com produção de Moacyr Fenelon. Nos papeis principais estão Fada Santoro, Dóris Monteiro e Roberto Batalin

## Sinopse
Mariana (Fada Santoro) é uma moça simples do interior de Minas Gerais chega ao Rio de Janeiro à procura de um noivo carioca, que lhe dera um endereço em Copacabana. Seu nome é José da Silva (Hélio Souto). A moça hospeda-se na casa de uma tia, Dona Adalgisa (Sara Nobre), mãe de Baiano (Jackson de Souza) e de Elisa (Dóris Monteiro), moradores do subúrbio carioca. Sabendo dos problemas da prima, e após se certificarem de que o endereço dado pelo rapaz não existe, os parentes tentam encontrá-lo através da lista telefônica. Desanimados, ao constatarem a quantidade de "Josés da Silva" existente na lista. Ao mesmo tempo, Mariana começa a vivenciar outro problema: está grávida.Essa gravidez foi a gota d'água: convictos de que o rapaz se aproveitou da ingenuidade da moça, os primos, mais Eduardo (Roberto Batalin), colega de Baiano que se apaixona por Mariana ao vê-la na rodoviária, onde fora buscá-la, empreendem tenaz busca por todo o Rio de Janeiro ao possível pai da criança. Seria o mesmo que procurar uma agulha no palheiro. Enquanto isso, a mocinha também se apaixona por Eduardo, tudo caminhando para um acerto entre os dois. Até que, após algumas peripécias de praxe, sabendo da existência de um José da Silva, frequentador da boate onde trabalha Juca, outro amigo da família, é providenciada a ida do casal até aquele local. O conquistador não aparece. No dia seguinte, não podendo contar com Mariana, em estado acentuado de gravidez, vão os primos e Eduardo. Desta vez o suposto José aparece. Preparando-se para abordá-lo, Eduardo recebe a notícia de que Mariana está no hospital para ter o bebê. Todos se encaminham para lá, inclusive José da Silva, que se mostra desinteressado do caso. Depois do parto, Dona Adalgisa, a pedido da sobrinha, pede ao sedutor para entrar no quarto. Eduardo fica arrasado, disposto a ir embora. Não demora, porém, o rapaz deixa o quarto, negando ser o José da Silva procurado. Finalmente, após também ser chamado ao quarto, Eduardo se aproxima de Mariana, procurando-lhe as mãos por cima da colcha.[carece de fontes?]

## Elenco[3]
| Ator/Atriz       | Personagem            |
| ---------------- | --------------------- |
| Fada Santoro     | Mariana               |
| Dóris Monteiro   | Elisa                 |
| Roberto Batalin  | Eduardo               |
| Sara Nobre       | Dona Adalgisa         |
| Hélio Souto      | José da Silva         |
| Jackson de Souza | Baiano                |
| Zizinha Macedo   | Madame Matilde        |
| Renée Bell       | Madame Moreira Bastos |
| César Cruz       | Juca                  |
| Manoel Rocha     | Sr. Manoel            |
| Helba Nogueira   | Maria                 |
| Israel Garcia    | Silvino               |
| Carmélia Alves   | Ela mesma             |
| Solano Trindade  | Macumbeiro            |